# Olympische Jugend-Sommerspiele 2014/Teilnehmer (Jemen)
| Gelbes Symbol für Goldmedaillen mit stilisierten Olympischen Ringen | Graues Symbol für Silbermedaillen mit stilisierten Olympischen Ringen | Braundes Symbol für Bronzemedaillen mit stilisierten Olympischen Ringen |
| ------------------------------------------------------------------- | --------------------------------------------------------------------- | ----------------------------------------------------------------------- |
| —                                                                   | —                                                                     | —                                                                       |

Die Jugend-Olympiamannschaft aus Jemen für die II. Olympischen Jugend-Sommerspiele vom 16. bis 28. August 2014 in Nanjing (Volksrepublik China) bestand aus drei Athleten.

## Athleten nach Sportarten

### Leichtathletik
Mädchen
- Hanin Thabit
800 m: 19. Platz
8 × 100 m Mixed: 4. Platz

### Ringen
Jungen
- Ebrahim Abdullah Ali Al-Shebami
Freistil bis 54 kg: 4. Platz

### Taekwondo
Jungen
- Basheer Saadan Abdullah Ghazal
Klasse bis 48 kg: 9. Platz